# Штрафбат (телесеріал)
Штрафбат — російський телесеріал режисера Миколи Досталя і кінокомпанії «МакДос» 2004 року. В головних ролях — Олексій Серебряков і інші, серіал транслювався в Україні на каналі ICTV.

## Сюжет
Фільм розповідає про трагічні долі штрафників, життями яких здобувалися перемоги в найважчий період Другої світової війни.

### 1 серія
Твердохлєбов потрапив у полон до німців майже на самому початку війни. Всіх, хто відмовився воювати на боці фашистів, розстріляли. Він дивом залишився живим. Поранений, вночі він вибрався зі страшної могили і дістався до своїх. Всіх колишніх полонених і тих, хто вибрався з оточення, допитують слідчі СМЕРШу. Його звинувачують у зраді і пропонують спокутувати "провину" кров'ю. Нове призначення Твердохлєбова — командир штрафного батальйону. У штрафбат потрапляють люди досить різні: і зеки, які заплямували себе тяжкими злочинами, і політв'язні, колишні командири та бійці Червоної Армії. Так, під керівництво Твердохлєбова потрапив злодій в законі Глимов, якому набридло валятися на нарах, і Баукін, який захищав Радянську владу від білогвардійців. Разом вони повинні воювати на передовій.

### 2 серія
Твердохлєбову належить організувати боєздатний загін. Він призначає командирами рот Баукіна і Глимова. Глимов неохоче приймає на себе роль начальника, знаючи, що його підопічні можуть втекти з першого ж бою. Але Твердохлєбов попереджає, що штрафники в будь-якому випадку відправлені на загибель — якщо не від кулі фашистів в бою, то від кулі загородзагону НКВС. Перед штрафбатом поставлено завдання — взяти висоту 114. Батальйону доводиться прориватися до висоти по замінованому полю, але Глимов відмовляється вести своїх людей на міни. Комбат розуміє, що багато хто загине на мінному полі, але він також знає, що наказ потрібно виконати будь-якою ціною. Він встає перед ними на коліна. Ціною величезних втрат висоту взято. Але не всі витримали шквал німецького вогню, багато бійців повернули назад.

### 3 серія
В бою за висоту 114 загинули 500 осіб. В батальйоні залишилося всього 200 бійців. Голодні, втомлені, але натхненні першою своєю перемогою солдати грають в карти. Гра закінчується бійкою. Вітюня вимагає назад програний ним ланцюжок і його вбивають. Колишні злодії та кримінальники і на фронті живуть за своїми жорстокими тюремними законами. Комбат наказує Глимову розстріляти Ципу, який убив Вітька. Вирок виконано. Твердохлєбов отримує догану від генерала за самоуправство, йому загрожують Колимою. Твердохлєбов подає генералу прохання про перегляд справ бійців, які героїчно проявили себе в бою, — і тих, хто залишився живим, і тих, хто загинув. Прохання комбата приймають, але без захвату. Батальйон голодує вже два дні. Зневірившись, кілька колишніх зеків, переодягнувшись у німецьку форму, вирішують розжитися їжею у "червоних" — загороджувальний загін від голоду не страждав. Вдершись на польову кухню, вони захоплюють тушонку і кашу. Керівництво, звичайно ж, не залишає цю вилазку без уваги: вранці в штрафбат з обшуком приїжджає майор Харченко. Але ніяких слідів відчайдушної витівки він не знаходить, нальотчиків ніхто в штрафбат не видав. Оскаженілий Харченко заарештовує кількох перших-ліпших бійців, що потрапили йому на очі, щоб вчинити розправу. Твердохлєбов їде на виручку.

### 4 серія
І знову батальйон Твердохлєбова йде в атаку. Для юного Цукермана це перший в його житті бій. Він потрапив у штрафбат за те, що побився зі своїм капітаном, який назвав його жидом. Випробування першим боєм молодий солдат не витримує: щоб позбутися цього кошмару, він прострілює собі ногу і потрапляє до шпиталю. Командування ставить перед Твердохлєбовим нове завдання — необхідно взяти ворожого язика, причому важливо було, щоб німець був з офіцерського складу. Всі попередні вилазки в німецький тил закінчувалися загибеллю розвідників. Комбат посилає в розвідку 6 осіб, призначивши головним Глимова. Наказ начальства був суворий: без "язика" не повертатися. Операція проходить успішно, німецький офіцер і важливі карти доставлені вчасно. От тільки ціна цієї військової удачі була велика: хтось застрелений, хтось потонув, адже рятували в першу чергу німця — без нього життя штрафбатівців не мало сенсу. Майор Харченко, який не приховує свого підозрілого відношення до Твердохлєбова, пропонує йому писати доноси на своїх солдатів. Але комбат відмовляється.

### 5 серія
У шпиталі Цукерман зустрічається з капітаном Бредуновим, через бійку з яким він потрапив у штрафбат. Вони знову влаштовують бійку, поранені ледь встигають розтягнути їх у різні боки, щоб справа не дійшла до вбивства. Розвідувальна група Глимова наближається до ворожих укріплень, вирішивши дочекатися темряви, щоб взяти язика. Ціною величезних втрат їм вдається захопити німецького офіцера.

### 6 серія
У звільненому від німців селі Глимов зустрічає Катерину, жінку з якою йому вперше в житті захотілося залишитись назавжди. Керівництво вирішує залишити штрафбат Твердохлєбова на добре укріпленій німцями ділянці, провести розвідку боєм і закріпитися там. Командування розуміє, що це місце згубне і напевно там всі загинуть. Батальйон Твердохлєбова знову виконує наказ ціною величезних втрат, після чого керівництво наказує їм відступити на попередні позиції. Твердохлєбов приносить до генерала Ликова рапорт з проханням відсторонити його від командування батальйоном. Ликов розчарований цим проханням комбата — він хотів представити його до нагороди. Майор Харченко намагається забрати рапорт Твердохлєбова, щоб порушити проти нього нову справу.

### 7 серія
Батальйон Твердохлєбова отримує наказ очистити місто Млинів від німців та поліцаїв, які не встигли втекти при відступі. Солдат Булига здійснює насильство над дівчиною. Дід Зойки приходить до комбата з вимогою покарати кривдника, але сама дівчина відмовляється впізнати ґвалтівника і покінчує життя самогубством. Майор Харченко починає розслідування справи про зґвалтування дівчини. В одному із зруйнованих будинків бійці беруть у полон пораненого власівця. Твердохлєбов впізнає в ньому Сазонова. Колись він потрапив у полон разом з комбатом, тоді майором, і погодився служити німцям. Саме він розстрілював Твердохлєбова та інших солдатів, що відмовилися стати зрадниками. Вночі Твердохлєбов приходить до нього в камеру.

### 8 серія
Перед батальйоном Твердохлєбова поставлено завдання — закріпитися на одній небезпечній ділянці і триматися доти, поки сусідня армія не піде в наступ. На допомогу штрафникам направляють артилерію з протитанковими знаряддями під командуванням капітана Бредунова. Так на полі бою знову зустрічаються непримиренний в шпиталі Савелій Цукерман і невгамовний капітан. Капітан Бредунов важко поранений. Перед смертю він просить у Савелія вибачення. Після бою Твердохлєбова заарештовують за доносом Харченка.

### 9 серія
В штрафбат надсилають нового командира. Твердохлєбова катують в застінках Особливого відділу, прагнучи зламати його опір. Розуміючи, що довести правоту не вдасться, він вирішує повіситися, але вартовий не дає йому це зробити. Генерал Ликов намагається полегшити долю свого улюбленого комбата. Начальник Особливого відділу наказує закрити справу Твердохлєбова і направляє його рядовим в його ж батальйон. Савелій потайки виїжджає до шпиталю побачитися з медсестрою Свєтою. В батальйоні помічають його відсутність і вирішують, що він утік. Повертаючись зі шпиталю, Савелій потрапляє під бомбардування і, отримавши важке поранення, знову опиняється у шпиталі.

### 10 серія
Булига доносить Харченку, що бійці штрафбату відшукали німецький продовольчий склад. Майор пропонує генералу Ликову особисто очолити операцію по захопленню складу. Йому здається, що справа ця дріб'язкова. Генерал також вирішує, що це безпечно і заздалегідь доповідає керівництву про успіх. Але легкої прогулянки за німецькими сосисками не вийшло: в цьому бою гине Харченко і командир батальйону Головачов. За наказом генерала Ликова командиром штрафників знову стає Твердохлєбов. Глимов та його солдати вдало проводять розвідку. Їм вдалося взяти в полон двох німецьких офіцерів. Новий начальник Особливого відділу Зубарєв оголошує комбату подяку за вдалу вилазку в німецький тил і висловлює йому свою повагу та підтримку.

### 11 серія
Після лікування у шпиталі Цукерман повертається в свій батальйон. На батальйон Твердохлєбова чекає нове випробування. Їм наказано подолати річку, вибити німців, які закріпилися на тому березі, і триматися до приходу основних сил. Твердохлєбов розуміє, що його людей кидають у саме пекло і навряд чи їм вдасться вижити. Генерал знає напевно, що посилає штрафну бригаду на вірну смерть з метою відволікти ворога від основних наших сил, які підуть у наступ. Бійці штрафної бригади успішно виконують поставлене перед ними завдання, але це їх останній бій...

## У ролях
- Олексій Серебряков — Василь Степанович Твердохлєбов, командир штрафного батальйону
- Юрій Степанов — Антип Петрович Глимов, колишній злодій в законі, пізніше — ротний у батальйоні
- Олександр Баширов — Олексій «Стира» Шустров, досвідчений шулер (усі серії, крім 7)
- Роман Мадянов — майор Харченко, начальник Особливого відділу (2-10 серії)
- Олексій Жарков — генерал-майор Ілля Григорович Ликов (2-11 серії)
- Ілля Коврижних — рядовий Савелій Цукерман (4-11 серії)
- Андрій Смоляков — ротний Федір Баукін (1-4, 6 серія)
- Віктор Супрун — гармоніст Шликов (1-4, 6-11 серії)
- Максим Литовченко — Віктор Кобилко (1-4, 6 серія)
- Володимир Топцов — полковник Іван Іванович Телятников, начальник штабу дивізії
- Павло Дерев'янко — Ципа (1-3 серії)
- Олексій Пушкін — Олександр Володимирович Сазонов, колишній капітан, власівець (1, 7 серія)
- Микола Мачульський — Хорь (1-3 серії)
- Юрій Шибанов — Павло Бурикін
- Володимир Капустін — Георгій Точилін (1-5 серії)
- Михайло Єремєєв — Олександр Андрійович Родянський
- В'ячеслав Ганенко — Григорій Дзурило, штрафник
- Олександр Нікіфоров — Анатолій Петрович Муранов (1-4 серії)
- Андрій Мерзлікін — капітан В'ячеслав Бредунов (5-6, 8 серія)
- Ольга Калашникова — медсестра Свєта (4-6, 9-11 серії)
- Василь Міщенко — Родіон Світличний
- Василь Дахненко — капітан Генріх Бенхов, полонений німецький офіцер (5 серія)
- Михайло Крилов — Степан Шутов
- Поліна Кутепова — Катерина (6 серія)
- Сергій Цепов — Оглоблін (1-4, 6 серія)
- Сергій Перелигін — Семен Якович Дронський (4, 6-11 серії)
- Тимофій Трибунцев — Чудилін (6-11 серії)
- Олексій Ошурков — ротний Сергій Вікторович Шилкін (6-11 серії)
- Максим Дрозд — Степан Булига (6-11 серії)
- Володимир Яворський — ротний Юрій Григорович Балясін
- Лев Борисов — дід Зойки (7 серія)
- Дмитро Назаров — отець Михаїл (Мєндєлєєв Тимофій Олександрович) (7-11 серії)
- Наталія Ішутіна — Зоя (7 серія)
- Володимир Кашпур — Зимянін (7 серія)
- Грегорі-Саїд Багов — генерал-майор Чепуров, начальник Особливого відділу (7-10 серії)
- Володимир Приєзжев — Микита Іванович Рябінін
- Олексій Горячєв — капітан Куригін, слідчий (8-9 серії)
- Дмитро Бобров — Андрій Сергійович Головачов, комбат штрафного батальйону (9-10 серії)
- Михайло Дементьєв — Толян (9 серія)
- Тагір Рахімов — Мустафа Кулегенов
- Анатолій Горячєв — підполковник Зубарєв
- Давид Хугаєв — Ідрис Ахільгов (10-11 серії)
- Кирило Болтаєв — Андрій Рубашкін
- Шота Гамісонія — Вахтанг Мікеладзе (3 серія)
- Кирило Плетньов — Дубінін (1-2 серії)
- Олександр Чернявський — капітан НКВС
- Іван Моховиков — Віктор Редькін (1-3 серії)
- Дмитро Лямочкін — Лапіков
- Вікентій Трошин — Олександр Твердохлєбов
- Олег Мазуров — Степан
- Олександр Цуркан — Семен Дрожкін
- Олександр М'якушко — Петро Воскобойников
- Леонід Громов — капітан Сичов, слідчий (1 серія)
- Олександр Нікулін — майор Коровін
- Юлія Сьоміна — Віра Твердохлєбова
- Марія Шашлова — Маша
- Андрій Невраєв — лейтенант, начальник навчальних курсів
- Олександр Загоскін — капітан Серьогін
- Андрій Тубеліс — полонений червоноармієць
- Володимир Костін — старший сержант Копитов
- Євген Березовський — майор СС
- Максим Зиков — полонений червоноармієць
- Кирило Бурдихін — полонений червоноармієць
- Михайло Самохвалов — начальник в'язниці
- Дмитро Попов — майор Гнедюк
- Андрій Шибаршин — Сєнніков
- Руслан Хабієв — підполковник Бєлянов
- Андрій Вальц — перекладач
- Олександра Чичкова — медсестра Галина
- Ірина Карєва — старша медсестра
- Віталій Зікора — лікар-хірург
- Євген Сологалов — Андрій Віталійович
- Григорій Рижиков — підполковник НКВС
- Ганна Асташкіна — дружина командира
- Прохор Зікора — німецький солдат
- Микола Точилін — начальник розвідки
- Іван Тимченко — Степан
- Іван Лапін — перекладач
- Марина Овчиннікова — санітарка
- Геннадій Підшивалов — старшина у шпиталі
- Антон Білий — солдат-вартовий
- Олег Валкман — Мирон (7 серія)
- Ольга Філіппова — Райка
- Ольга Сухорукова — продавчиня в магазині
- Володимир Скворцов — Артем
- Юрій Пономаренко — Ігор, старший лейтенант артилерії
- Дмитро Медведєв — німецький солдат, який пиячив з Глимовим (9-10 серії)
- Валентин Варецький — німецький генерал
- Ілля Роговін — Тимофій Циганков
- Тетяна Журавльова — медсестра Зінаїда
- Денис Курочка — полонений німецький солдат
- Георгій Шахет — військовий лікар у шпиталі
- Михайло Лукашов — Валерій Шальнов
- Сергій Фетісов — генерал армії, командарм
- Ольга Дегтярьова — Катюша
- Катерина Директоренко — Валентина
- Надія Каменькович — Надя, дочка Катерини
- Григорій Багров — Журавель, штрафник
- Євген Косирєв — кухар з перев'язаною головою
- Ігор Мещерін — німецький полковник в штабі
- Сергій Калашников — Олександр Андрійович Яковенко
- Мікаел Шахназаров — Ашот Бубаян
- Сергій Фомічов — лейтенант загородзагону
- Юлія Яновська — дівчина гармоніста
- Світлана Андрійчук — дружина офіцера

## Цікаві факти
- На роль Цукермана режисер фільму спочатку запросив відомого російського гумориста Максима Галкіна, але під тиском керівництва Першого каналу Галкін змушений був відмовитися від цієї ролі[1].

## Цензура на ТБ
Серіал був показаний в кінці червня 2013 року на телеканалі «Росія 1» в цензурному виді, де вирізали ненормативну лексику, постельні сцени і насильства, потім після цього режисер серіалу Микола Досталь написав письмо генеральному директору ВДТРК Олегу Добродєєву, що образився на нього і на продюсерів каналу за погану, малу, грубу і ханжеську цензуру.
|  | Слова з блатної пісні не виріжиш — вирізали! В финалі 1 серії, де команда штрафбатовців співає блатну пісню, а після неї співали пісню «Вставай, страна огромная!», вирізали мат з пісні, а 6-й вирізали постельну сцену Цукермана з медсестрою, а в 7-й вирізали насильство руської дівчини — написав Досталь |

Було показано всього декілька серій не до кінця, тому що під час скандалу трансляцію серіалу зупинили назавжди.
Вирізали такі мати, як — с*ка, с*чара і б***ь, такі слова казали солдати — персонажі серіалу, також в новинах розказали, що по всьому серіалу всі слова вирізали «грубо».